# Зловеща семейна история: Къща за убийства
 Къща за убийства („Murder House“) е заглавието на първи сезон на американския сериал Зловеща семейна история. Излъчването му започва на 5 октомври 2011 г. и приключва на 21 декември 2011 г. с 12 епизода.

## Сюжет
Семейство Хармън се изправят пред много конфликти покрай преместването им в нов дом. Изневярата на Бен влошава състоянието на семейството. Бракът със съпругата му Вивиън се разпада, а дъщеря им Вайълет е съсипана. Натрапчивото поведение на съседите Константс и Адилейд също не води към добро. Парад на мистериозни посетители, включващ уплашения Лари Харви прави първата година на семейството в Лос Анджелис изключително опасна. Къщата е с ярка история. През годините, тя е известна като Къщата за убийства сред туристическите обиколки из Лос Анджелис. Четирите стени във всяка стая са били свидетели на повече от брутални убийства, демонични манифестации и дълго пазени тайни.

## Герои

### Главни
- Вивиън Хармън – съпруга, мечтаеща за ново начало
- Д-р Бен Хармън – психиатър със съмнително минало
- Тейт Лангдън – проблемен пациент с тъмна тайна
- Вайълет Хармън – дъщеря, която иска да се почувства жива
- Лари Хърви – жертва на пожар и амбициозен актьор, който е живял в Къщата
- Константс Лангдън – любопитната съседка, която знае твърде много за Къщата

### Второстепенни
- Хюго Лангдън – любовчия в живота и смъртта
- Чад Уъруик – стилен, самотен и отчаян
- Трой и Браян
- Травис Уандърлай
- Гуменият човек
- Патрик – силен, мускулест флиртаджия
- Нора Монтгомъри
- Мойра О'Хара – прислужница с непознато лице
- Марси

и др.

## Епизоди
| №  | Име                    | Премиера в САЩ      | Премиера в България |
| -- | ---------------------- | ------------------- | ------------------- |
| 1  | Пилотен епизод         | 5 октомври 2011 г.  | 7 ноември 2011 г.   |
| 2  | Домашно нашествие      | 12 октомври 2011 г. | 14 ноември 2011 г.  |
| 3  | Къща за убийства       | 19 октомври 2011 г. | 21 ноември 2011 г.  |
| 4  | Хелоуин: Част 1        | 26 октомври 2011 г. | 28 ноември 2011 г.  |
| 5  | Хелоуин: Част 2        | 2 ноември 2011 г.   | 5 декември 2011 г.  |
| 6  | Прасчо, прасчо         | 9 ноември 2011 г.   | 12 декември 2011 г. |
| 7  | Отворена къща          | 16 ноември 2011 г.  | 9 януари 2012 г.    |
| 8  | Гуменият човек         | 23 ноември 2011 г.  | 16 януари 2012 г.   |
| 9  | Призрачно малко момиче | 30 ноември 2011 г.  | 23 януари 2012 г.   |
| 10 | Тлеещи деца            | 7 декември 2011 г.  | 30 януари 2012 г.   |
| 11 | Раждане                | 14 декември 2011 г. | 6 февруари 2012 г.  |
| 12 | Последък               | 21 декември 2011 г. | 13 февруари 2012 г. |

## В България
В България сезонът е излъчен между 7 ноември 2011 г. и 13 февруари 2012 г. В дублажа участват Таня Димитрова, Ирина Маринова, Светозар Кокаланов и Станислав Димитров.